# Huszár Sándor
Huszár Sándor (Kolozsvár, 1929. április 15. – Békéscsaba, 2005. december 13.) prózaíró, színműíró, műfordító, szerkesztő. Huszár Irma férje.

## Életpályája
Középiskolai tanulmányait a Kolozsvári Piarista Gimnáziumban végezte (1948), a Herbák János Művekben (a mai Clujana) dolgozott, majd az Igazságnál volt újságíró-gyakornok (1949–52) s a Bolyai Tudományegyetemen filozófia szakos oklevelet szerzett (1954). Egy ideig az Utunk szerkesztője, később a kolozsvári Állami Magyar Színház igazgatója (1959–64). Ismét az Utunkhoz került, majd 1970-től az 1983/44-es számig A Hét című országos hetilap főszerkesztője.
A nyolcvanas évek végén áttelepült Magyarországra.

## Munkássága
Első írása 1952-ben jelent meg az Utunkban, novelláinak, karcolatainak első gyűjteményét 1956-ban adták ki (Valaki közbeszól).
Származása és élményvilága alapján a kritika munkásíróként üdvözölte és Nagy Istvánnal rokon vonásait kutatta, holott a különbség könnyen érzékelhető. Huszár inkább a perifériára szorult, szervezetlen munkásrétegek, a legszegényebbek írójaként indult, s vallomása szerint is Asztalos Istvánhoz állt közelebb. Érzékeny a kisemberek fizikai-erkölcsi nyomorúságára, de a vaskos életörömre is, amely hétköznapjaikon olykor felülemeli őket. Derűs, lírai humor, „vagányságból és érzelmességből gyúrt hősiesség” (Földes László) jellemzi akkori történeteit, feltűnő bennük a bonyolult erkölcsi problematika. Rokonszenve az elesettek iránt többször is vitát váltott ki (például Máriskó című novellája nyomán). Vonzódása a tragikum iránt Jött egy lány a telepre című írásában jelentkezik.
Noha munkássága a rövid műfajoktól a bonyolultabb epika irányában alakul, lírai hozzáállása megmarad. Több művében is vissza-visszatérő hősöket és narrátorokat teremt (Kokó, a bohóc, Pici úr, a csapos, a nagy Redaktor, a Diri), akik elbeszéléseiből és önelemző visszaemlékezéseiből egy átmeneti korszak, az 1950-es évek minden visszásságát megszenvedő emberi sors bontakozik ki. Az Esős délutánok a Tarka Ökörben (1974) dekameronszerű novellafüzér: emlékezetes figurák lírával átszőtt elbeszéléseit tartalmazza, amelyekben alig van cselekmény. Huszár – mint Kovács János megjegyzi – „kedveli a megfoghatatlan viszonyulásokat, az illékony helyzeteket, a röppenő hangulatok hullámrezgéseiből kikövetkeztethető igencsak tragikus sorsokat", novelláiban "érzelmi viszonyulások légiesítik a súlyos és terhes tényeket és tetteket”. Az érzelmességet sajátos módon ellensúlyozza a mindegyre groteszkbe hajló, ironizáló és karikírozó nyelvezet, mintegy a figurák esendőségét, sebzettségét leplező önvédelem eszközeként.
Így láttam a trapézról című regényének (1979) színhelye ugyancsak a Tarka Ökör: „egy olyan tér – írja Szávai Géza –, mely novella- és regénytartalmak számára teremti meg a mesélés bensőséges atmoszféráját – az epikus ábrázolás invenciójaként, mely ebben a közegben messzemenő szabadsággal és fantáziával közelíti meg, kebelezi be – láttatja – a világot”. A narrátorok többszólamúsága jellemzi, műfaja mégis az énregényhez áll közel. A hiteles tényanyag és a fikció sajátos keveredése, a kitárulkozás és bezárkózás váltakozó tendenciája teszi nyitottá, többértelművé. Azt a bonyolult folyamatot próbálja megragadni, ahogyan hőse – a proletárból lett értelmiségi – egy gyorsan és látszólag zavartalanul fölfelé ívelő pálya során lelki sérüléseket szenved.
Sajátosan intellektuális szövegépítkezés jellemzi Színház (majdnem) az egész világ című regényét (1980). A történet – kedélyes kerete (a Tarka Ökör), mókás hangneme, olykor groteszk hőse ellenére is – tragikumba hajló: a történelem buktatóin megtörő tiszta szándékok modern kálváriáját példázza.
"Vallomások egy bűntelen nemzedék elkárhozásáról" alcímmel jelent meg mind önmagát, mind kortársait és korának jellegzetes buktatóit veséző cikkgyűjteménye, a Sorsom emlékezete (1982), ahol a képzettársítások szövevényéből az 1950-es évektől kezdődően három évtized romániai magyar irodalmi életének belső ellentmondásai, nemegyszer személyi konfliktusai kerekednek groteszk körképpé.
Nemcsak mint színigazgató jegyezte el magát a színház művészetével (igazgatása alatt került a kolozsvári színházhoz Kovács György, Vadász Zoltán, Balogh Éva, Péterffy Gyula, a rendezők közül Harag György, Taub János), hanem mint szerző is. A házasságok a földön köttetnek című darabjával 1963 telén mutatkozott be Kolozsvárt, az eredetileg filmnovellaként az Utunkban megjelent Jött egy lány a telepre pedig pályát futott be. A belőle alakított drámával nyitott a Székelyudvarhelyi Népszínház (Kovács Levente volt a rendező), s két tévéfilm is készült belőle: magyar változata 1978-ban Bokor Péter rendezésében került bemutatásra, a főbb szerepekben Széles Annával, Vitályos Ildikóval, Fábián Ferenccel, Szabó Lajossal, a román adás számára pedig Alexandru Orban rendezte 1981-ben. Két novelláját is megfilmesítették a Román TV magyar adása számára (A mosoly jól áll Imolának; Mondott valamit?). 1981-ben A mennybemenetel elmarad című újabb, a dogmatikus időszak hibáit leleplező darabját Harag György rendezésében mutatták be Kolozsvárt.
A Hét főszerkesztőjeként a romániai magyar szellemi élet legkülönbözőbb ágainak képviselőit mozgósítja a nemzetiségi kultúra, publicisztika, tudománynépszerűsítés szolgálatára. Lapjában maga is számos, a hazai magyar irodalom és nemzetiségi tudat alakulásáról szóló esszével szerepel. Jelentős kezdeményezése a TETT című tudománynépszerűsítő melléklet, amellyel tovább tágította a romániai magyarság számára a sokoldalúan teljes, korszerű műveltség közvetítésének kereteit.
Magyarországon a Pont Kiadó gondozta a köteteit.

## Egyéb művei
- Valaki közbeszól (novellák, karcolatok, 1956);
- Máriskó (novellák, karcolatok, 1958);
- Számadás helyett (elbeszélések, 1959);
- A házasságok a földön köttetnek (színmű három felvonásban, 1963);
- Árva madár (novellák, ill. Tóth László 1963);
- Főpróba után (kisregény, 1964);
- Kokó, a bohóc (elbeszélések, 1966);
- Az író asztalánál. Beszélgetés kortárs írókkal (1969);
- Annak emlékére, hogy egyszer összevesztünk (elbeszélések, 1973).
- Esős délutánok a Tarka Ökörben. Novellák, Kriterion könyvkiadó, Bukarest, 1974
- Jött egy leány ... Színpadi riport; Szocialista Művelődési és Nevelési Tanács, Bucureşti, 1977 (Játékszín)
- Így láttam a trapézról. Regényes botladozások több emberöltőn keresztül; Kriterion, Bukarest, 1979
- Színház majdnem az egész világ. Regényes vélekedések színészekről és emberekről, melyek a Tarka Ökörben hangzanak el; Kriterion, Bukarest. 1980
- Sorsom emlékezete. Vallomások egy bűntelen nemzedék elkárhozásáról; Kriterion, Bukarest, 1982
- Honnan tovább? Barangolások elődök írói világában; Kriterion, Bukarest, 1985
- Hol van az a nyár... Elbeszélések; Kriterion, Bukarest, 1986
- Irodalom a ködben. Esszék; Magvető, Bp., 1989
- Irodalom-alapítók és utódaik. Az erdélyi magyar irodalom dilemmái; Pont–Pontfix, Bp.–Sepsiszentgyörgy, 2003
- Így lőttünk – mi! Irodalmi anekdoták Erdélyből meg a hegyeken túlról, melyeken időnként nevetni is lehet; Pont–Pontfix, Bp.–Sepsiszentgyörgy, 2003

## Fordításai
- Nicuță Tănase: Így nőttem fel (Kincses Könyvtár, Mv. 1956);
- Francisc Munteanu: Hattonnás bűn (novellák, 1965);
- Nicolae Breban: Franciska (regény, 1968).

## Román fordításban megjelent kötetei
- Ultima noapte (válogatott novellák Nicolae Crișan fordításában, 1956);
- După-amiezi ploioase la "Boul Bălțat" (Bokor Péter fordításában, Ioan Grigorescu előszavával, 1977).

## További irodalom
- Földes László: Külvárosok poézise. Utunk 1957/6.
- Bodor Pál: Menet közben. Utunk 1959/46.
- Csehi Gyula: Számadás és ígéret. Utunk 1959/50.
- Kántor Lajos: H. S. számadása. Korunk 1960/1.
- Kovács János: Régi téma – új mondanivaló. A Korszerűség és alkotás c. kötetben. 1963. 21–30.
- Kovács János: Kétszer a Tarka Ökörben. A Kétség és bizonyosság c. kötetben. 1981. 158–71.
- K. Jakab Antal: A hőstelenített novella. Igaz Szó 1964/6.
- Marosi Péter: Főpróba után. Utunk 1964/28;
- Marosi Péter: Miért maradt el? Utunk 1981/16.
- Huszár Sándor: Önmagammal. Megjelent Az író asztalánál c. kötetben. 1969. 377–87.
- Mózes Attila: Székfoglalók, tűnődések. Utunk 1975/36. – Huszár Sándor műhelyében. Az Igaz Szó összeállítása az író 50. születésnapjára. 1979/4.
- Bernád Ágoston: Holt-tengeri tekercsek. Brassói Lapok 1979/41.
- Szávai Géza: Találkozások a Tarka Ökörben. Utunk 1979/49.
- Szász János: Így láttam a színpadról. Utunk 1981/4.
- Nagy Pál: Huszár Sándor: A mennybemenetel elmarad. Új Élet 1981/10.
- Vásárhelyi Géza: Ön- és bűntudat? Utunk 1983/11.
- Molnár Gusztáv: Üzenet a tárnákba avagy egy bűntelen nemzedék elkárhozása és önmagára találása. A Hét 1983/16.
- Luczai András [Csiki László]: A hit erkölcse – avagy az emlék műfaja. Korunk 1983/7.
- Nagy Károly: A teljesebb igazságért! Korunk 1983/8.
- Takács Tibor: Huszár Sándor bujdosásai. Sorsunkat az Isten írja; Bába, Szeged, 2011